# Amha Selassie
Amha Selassie (27 de julho de 1916 - 17 de fevereiro de 1997, nome de nascimento Asfaw Wossen Tafari) foi imperador no exílio da Etiópia. Como filho de Haile Selassie I, ele foi considerado o príncipe herdeiro e proclamado imperador três vezes. Foi proclamado Imperador pela primeira vez durante uma tentativa fracassada de golpe contra seu pai em dezembro de 1960. Ele foi novamente proclamado sobre o depoimento de seu pai pelos Derg em 12 de setembro de 1974 - um ato que ele nunca aceitou como legítimo - que terminou com a abolição da lei. Monarquia etíope em março de 1975. Ele foi novamente proclamado no exílio em 8 de abril de 1989. Desta vez ele sancionou a proclamação e aceitou sua legitimidade. Após a sua ascensão, seu nome completo reinado era Sua Majestade Imperial Imperador Amha Selassie I, Eleito de Deus, conquistando o leão da tribo de Judá e rei dos reis da Etiópia.

## Dinastia Salomônica
Independente da versão atual, nas declarações dos membros do último governo de Sua Majestade Imperial Haile Selassie I, foi explicado que Zera Yacob foi escolhido como sucessor antes de Amha Selassie pelo Imperador Haile Selassie I em 1974, no final de seu reinado. Eles disseram que isso aconteceu quando o governo de H.I.M. estava elaborando uma Constituição para a Etiópia, inspirada na Constituição do Reino Unido.

## Biografia
Ele nasceu Asfaw Wossen Tafari, na cidade murada de Harar, a Dejazmach Tafari Makonnen, então governador de Harar e futuro imperador da Etiópia, e sua esposa Menen Asfaw, em 27 de julho de 1916.
Amha Selassie tornou-se príncipe herdeiro Asfaw Wossen da Etiópia quando seu pai foi coroado imperador em 2 de novembro de 1930. O príncipe herdeiro Asfaw Wossen recebeu o título de Meridazmach e a província (antigo reino) de Wollo para governar como seu feudo. Ele era casado com a princesa Wolete Israel Seyoum, bisneta do imperador Yohannis IV, e tinha uma filha, a princesa Ijigayehu. Após a invasão italiana da Etiópia em 1936, o príncipe herdeiro e a princesa foram para o exílio com o resto da família imperial. Eles se separaram por volta de 1938 e acabaram se divorciando em 1941.
Asfaw Wossen com o rei Fuad I do Reino do Egito em 1931
Após a restauração do imperador Haile Selassie em 1941, o príncipe regressou à Etiópia e participou da campanha para expulsar as forças italianas da cidade de Gondar, a última cidade que ocuparam na Etiópia. Ele serviu brevemente como governador interino das províncias de Begemder e Tigray, mantendo Wollo o tempo todo. Ele acabou por se casar com a princesa Medferiashwork Abebe, e seria pai de mais três filhas, Princesas Mariam Senna, Sefrash, Sehin, e um filho do príncipe Zera Yacob.
Na noite de 13 de dezembro de 1960, o comandante da Guarda Imperial, Mengistu Neway, com seu irmão Germame Neway, lançou um golpe de estado e tomou o poder na Etiópia enquanto o Imperador estava em visita ao Brasil. Os líderes golpistas detiveram o príncipe Asfaw Wossen no Palácio Imperial e, na manhã seguinte, tendo assegurado o controle da maior parte da capital, obrigaram o príncipe herdeiro a ler uma declaração de rádio, na qual ele aceitou a coroa no lugar de seu pai e anunciou um governo de reforma. No entanto, o Exército regular, liderado por Dejazmach Asrate Medhin Kassa e Chefe de Gabinete, Major General Mared Mangesha, passou o dia seguinte ganhando controle de outras formações militares, bem como da Força Aérea; mais tarde, naquele dia, o abuna Basílio, da Igreja Ortodoxa Etíope, emitiu um anátema contra todos aqueles que cooperaram com os rebeldes. Em 15 de dezembro, os combates irromperam na cidade e os rebeldes foram expulsos de Adis Abeba; antes de recuar, os rebeldes massacraram muitos membros do governo e a nobreza mantida refém no Salão Verde do palácio. Entre os mortos estavam Abebe Aregai e Seyum Mangasha. O imperador retornou à Etiópia, entrando na capital em 17 de dezembro. Embora tenha sido explicado que o príncipe herdeiro agiu sob pressão, sua perspectiva havia sido considerada consideravelmente mais liberal do que a de seu pai, e ele sempre seria suspeito de ter participado da tentativa de golpe. Em contraste, acredita-se que Medferiashwork Abebe, a esposa do príncipe herdeiro, tenha desempenhado um papel contra a tentativa de golpe.
Em 1973, o príncipe herdeiro Asfaw Wossen sofreu um derrame grave e foi evacuado para a Suíça para tratamento médico. Ele estava acompanhado por sua esposa e filhas. O derrame deixou-o permanentemente incapaz de andar, paralisado de um lado e afetou sua fala. Como não se esperava que o príncipe Asfaw Wossen vivesse, seu filho, o príncipe Zera Yacob, um estudante em Oxford na época, recebeu o título de "Príncipe herdeiro em exercício" e "herdeiro presuntiva".

## Reinado curto
O chamado "reinado curto" de Amha Selassie, em 1974, estava em nome apenas entre a deposição de seu pai em 12 de setembro de 1974 até a abolição da monarquia em março de 1975.
Haile Selassie Eu nunca assinei uma abdicação, nem renunciei aos seus direitos. A junta militar declarou o príncipe herdeiro "rei" em vez de "imperador", mas ele nunca reconheceu o título nem aceitou o destronamento de seu pai. Quando o novo governo massacrou 61 ex-funcionários do governo imperial, o príncipe herdeiro Asfaw Wossen emitiu uma forte denúncia que foi transmitida pela BBC. A declaração foi emitida em nome do "Príncipe herdeiro Asfaw Wossen", que indicou que ele estava se recusando a reconhecer a declaração de Derg dele como monarca no lugar de seu pai. Ele continuou a usar o título de príncipe herdeiro durante o seu exílio até abril de 1989, quando ele finalmente assumiu o título de imperador com o nome de reinado de Amha Selassie I. Sua sucessão foi datada, não em setembro de 1974, quando seu pai foi deposto, mas até agosto de 1975, quando o imperador Haile Selassie morreu. Assim, confirmou a sua recusa em considerar qualquer dos atos praticados pelo Derg.